# Liste der Mitglieder des US-Repräsentantenhauses aus South Dakota

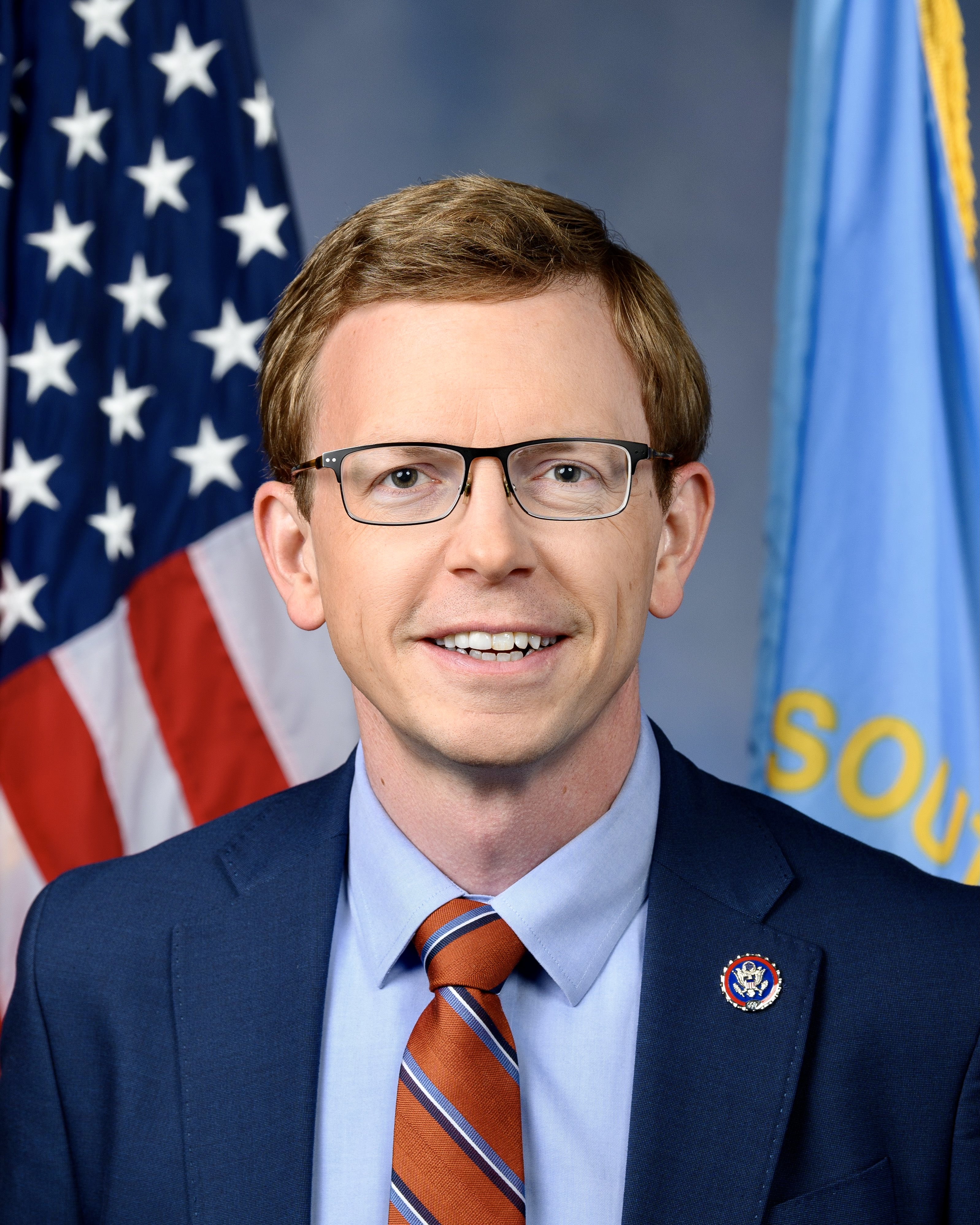
Dusty Johnson, der derzeitige Repräsentant aus South Dakota

## Dakota-Territorium (1861–1889)
Das Dakota-Territorium auf der Fläche der heutigen Bundesstaaten North Dakota, South Dakota, Idaho, Montana und Wyoming entsandte in der Zeit von 1861 bis 1889 insgesamt 11 nicht stimmberechtigte Kongressdelegierte.
| Name                       | Amtszeit                        | Partei       | Lebensdaten                          |
| -------------------------- | ------------------------------- | ------------ | ------------------------------------ |
| John Blair Smith Todd      | 9. Dezember 1861 – 3. März 1863 | Demokrat     | 4. April 1814 – 5. Januar 1872       |
| William A. Jayne           | 4. März 1863 – 17. Juni 1864    | Republikaner | 8. Oktober 1826 – 20. März 1916      |
| John Blair Smith Todd      | 17. Juni 1864 – 3. März 1865    | Demokrat     | 4. April 1814 – 5. Januar 1872       |
| Walter Atwood Burleigh     | 4. März 1865 – 3. März 1869     | Republikaner | 25. Oktober 1820 – 7. März 1896      |
| Solomon Lewis Spink        | 4. März 1869 – 3. März 1871     | Republikaner | 20. März 1831 – 22. September 1881   |
| Moses Kimball Armstrong    | 4. März 1871 – 3. März 1875     | Demokrat     | 19. September 1832 – 11. Januar 1906 |
| Jefferson Parish Kidder    | 4. März 1875 – 3. März 1879     | Republikaner | 4. Juni 1815 – 2. Oktober 1883       |
| Granville Gaylord Bennett  | 4. März 1879 – 3. März 1881     | Republikaner | 9. Oktober 1833 – 28. Juni 1910      |
| Richard Franklin Pettigrew | 4. März 1881 – 3. März 1883     | Republikaner | 23. Juli 1848 – 5. Oktober 1926      |
| John Baldwin Raymond       | 4. März 1883 – 3. März 1885     | Republikaner | 5. Dezember 1844 – 3. Januar 1886    |
| Oscar Sherman Gifford      | 4. März 1885 – 3. März 1889     | Republikaner | 20. Oktober 1842 – 16. Januar 1913   |
| George Arthur Mathews      | 4. März 1889 – 2. November 1889 | Republikaner | 4. Juni 1852 – 19. April 1941        |

## Bundesstaat South Dakota (seit 1889)

### 1. Sitz (seit 1889)
Der 1. Distrikt entsandte seit 1889 bislang folgende Kongressabgeordnete:
| Name                          | Amtszeit                           | Partei       | Lebensdaten                            |
| ----------------------------- | ---------------------------------- | ------------ | -------------------------------------- |
| John Alfred Pickler           | 2. November 1889 – 3. März 1897    | Republikaner | 24. Januar 1844 – 13. Juni 1910        |
| John Edward Kelley            | 4. März 1897 – 3. März 1899        | Populist     | 27. März 1853 – 5. August 1941         |
| Charles Henry Burke           | 4. März 1899 – 3. März 1907        | Republikaner | 1. April 1861 – 7. April 1944          |
| Philo Hall                    | 4. März 1907 – 3. März 1909        | Republikaner | 31. Dezember 1865 – 7. Oktober 1938    |
| Charles Henry Burke           | 4. März 1909 – 3. März 1913        | Republikaner | 1. April 1861 – 7. April 1944          |
| Charles Hall Dillon           | 4. März 1913 – 3. März 1919        | Republikaner | 18. Dezember 1853 – 15. September 1929 |
| Charles Andrew Christopherson | 4. März 1919 – 3. März 1933        | Republikaner | 23. Juli 1871 – 2. November 1951       |
| Fred Herman Hildebrandt       | 4. März 1933 – 3. Januar 1939      | Demokrat     | 2. August 1874 – 26. Januar 1956       |
| Karl Earl Mundt               | 3. Januar 1939 – 30. Dezember 1948 | Republikaner | 3. Juni 1900 – 16. August 1974         |
| vakant                        | 30. Dezember 1948 – 3. Januar 1949 |              |                                        |
| Harold Orrin Lovre            | 3. Januar 1949 – 3. Januar 1957    | Republikaner | 30. Januar 1904 – 17. Januar 1972      |
| George Stanley McGovern       | 3. Januar 1957 – 3. Januar 1961    | Demokrat     | 19. Juli 1922 – 21. Oktober 2012       |
| Benjamin Reifel               | 3. Januar 1961 – 3. Januar 1971    | Republikaner | 19. September 1906 – 2. Januar 1990    |
| Frank Edward Denholm          | 3. Januar 1971 – 3. Januar 1975    | Demokrat     | 29. November 1923 – 7. April 2016      |
| Larry Lee Pressler            | 3. Januar 1975 – 3. Januar 1979    | Republikaner | * 29. März 1942                        |
| Thomas Andrew Daschle         | 3. Januar 1979 – 3. Januar 1987    | Demokrat     | * 9. Dezember 1947                     |
| Timothy Peter Johnson         | 3. Januar 1987 – 3. Januar 1997    | Demokrat     | 28. Dezember 1946 – 8. Oktober 2024    |
| John Randolph Thune           | 3. Januar 1997 – 3. Januar 2003    | Republikaner | * 7. Januar 1961                       |
| William John Janklow          | 3. Januar 2003 – 20. Januar 2004   | Republikaner | 13. September 1939 – 12. Januar 2012   |
| vakant                        | 20. Januar 2004 – 3. Juni 2004     |              |                                        |
| Stephanie Herseth Sandlin     | 3. Juni 2004 – 3. Januar 2011      | Demokrat     | * 3. Dezember 1970                     |
| Kristi Lynn Arnold Noem       | 3. Januar 2011 – 3. Januar 2019    | Republikaner | * 30. November 1971                    |
| Dustin M. Johnson             | seit 3. Januar 2019                | Republikaner | * 30. September 1976                   |

### 2. Distrikt (1889 – 1983)
Der 2. Distrikt existierte von 1889 bis 1983. Insgesamt vertraten ihn folgende Kongressabgeordnete.
| Name                   | Amtszeit                           | Partei       | Lebensdaten                          |
| ---------------------- | ---------------------------------- | ------------ | ------------------------------------ |
| Oscar Sherman Gifford  | 2. November 1889 – 3. März 1891    | Republikaner | 20. Oktober 1842 – 16. Januar 1913   |
| John Rankin Gamble     | 4. März 1891 – 14. August 1891     | Republikaner | 15. Januar 1848 – 14. August 1891    |
| vakant                 | 14. August 1891 – 7. Dezember 1891 |              |                                      |
| John Lawlor Jolley     | 7. Dezember 1891 – 3. März 1893    | Republikaner | 14. Juli 1840 – 14. Dezember 1926    |
| William Vincent Lucas  | 4. März 1893 – 3. März 1895        | Republikaner | 3. Juli 1835 – 10. November 1921     |
| Robert Jackson Gamble  | 4. März 1895 – 3. März 1897        | Republikaner | 7. Februar 1851 – 22. September 1924 |
| Freeman Tulley Knowles | 4. März 1897 – 3. März 1899        | Populist     | 10. Oktober 1846 – 1. Juni 1910      |
| Robert Jackson Gamble  | 4. März 1899 – 3. März 1901        | Republikaner | 7. Februar 1851 – 22. September 1924 |
| Eben Wever Martin      | 4. März 1901 – 3. März 1907        | Republikaner | 12. April 1855 – 22. Mai 1932        |
| William Henry Parker   | 4. März 1907 – 26. Juni 1908       | Parteilos    | 5. Mai 1847 – 26. Juni 1908          |
| vakant                 | 26. Juni 1908 – 3. November 1908   |              |                                      |
| Eben Wever Martin      | 4. März 1908 – 3. März 1913        | Republikaner | 12. April 1855 – 22. Mai 1932        |
| Charles Henry Burke    | 4. März 1913 – 3. März 1915        | Republikaner | 1. April 1861 – 7. April 1944        |
| Royal Cleaves Johnson  | 4. März 1915 – 3. März 1933        | Republikaner | 3. Oktober 1882 – 2. August 1939     |
| Theodore B. Werner     | 4. März 1933 – 3. Januar 1937      | Demokrat     | 2. Juni 1892 – 24. Januar 1989       |
| Francis Higbee Case    | 3. Januar 1937 – 3. Januar 1951    | Republikaner | 9. Dezember 1896 – 22. Juni 1962     |
| Ellis Yarnal Berry     | 3. Januar 1951 – 3. Januar 1971    | Republikaner | 6. Oktober 1902 – 1. April 1999      |
| James George Abourezk  | 3. Januar 1971 – 3. Januar 1973    | Demokrat     | 24. Februar 1931 – 24. Februar 2023  |
| James Abdnor           | 3. Januar 1973 – 3. Januar 1981    | Republikaner | 13. Februar 1923 – 16. Mai 2012      |
| Clint Ronald Roberts   | 3. Januar 1981 – 3. Januar 1983    | Republikaner | 30. Januar 1935 – 13. Februar 2017   |

### 3. Distrikt (1913 – 1933)
Der 3. Distrikt wurde nach dem Zensus von 1910 gegründet und bestand nur in der Zeit von 1913 bis 1933. Er entsandte drei Kongressabgeordnete.
| Name               | Amtszeit                    | Partei       | Lebensdaten                       |
| ------------------ | --------------------------- | ------------ | --------------------------------- |
| Eben Wever Martin  | 4. März 1913 – 3. März 1915 | Republikaner | 12. April 1855 – 22. Mai 1932     |
| Harry Luther Gandy | 4. März 1915 – 3. März 1921 | Demokrat     | 13. August 1881 – 15. August 1957 |
| William Williamson | 4. März 1921 – 3. März 1933 | Republikaner | 7. Oktober 1875 – 15. Juli 1972   |